# Місячне серце (Перу)
Місячне серце (ісп . El corazón de la luna) — перуанська науково-фантастична драма 2021 року режисера Альдо Сальвіні з Гайді Касерес у головній ролі. Фільм розповідає про стару безхатченку М, яка одного разу бачить механічного ангела, який змінить її життя. Міністерство культури вибрало цей фільм перуанським фільмом у категорії «Найкращий міжнародний фільм» на 95-й церемонії вручення премії «Оскар».

## Актори
- Гайді Касерес — М

## Виробництво
Фільм був повністю створений Центром створення аудіовізуальних матеріалів Університету Ліми (Crea). Сценарій був переданий Херардо Аріасу більше п'яти років тому під назвою «Perro Negro (Чорний пес)».

## Поширення
Міжнародна прем'єра фільму відбулася на Лондонському кінофестивалі SCI-FI 26 жовтня 2021 року, де він отримав нагороду за найкращий повнометражний фільм. Прем'єра фільму в кінотеатрах Перу відбудеться 27 жовтня 2022 року.

## Нагороди
- Найкращий фільм на Sci-Fi London Festival.[1]
- Найкраща актриса за Haydeé Cáceres на Сіднейському кінофестивалі наукової фантастики.[8]
- Найкраща актриса для Haydeé Cáceres на Fantaspoa, фестивалі фантастичного кіно в Порту-Алегрі (Бразилія).[9]
- Найкраща жіноча роль у фільмі Хайді Касерес на 47-му Бостонському кінофестивалі наукової фантастики.[9]